# Guillermo Cañas
Guillermo Ignacio Cañas (Tapiales, Buenos Aires, Argentina, 25 de novembre de 1977), també conegut com a Willy Cañas, és un tennista argentí, ja retirat, que fou professional del 1995 al 2010.

## Carrera esportiva
Willy Cañas va començar a jugar a tennis als 7 anys, i ja d'adolescent va demostrar el seu potencial en arribar als quarts de final del campionat júnior de Wimbledon el 1995, any en què va començar a jugar professionalment. De 1995 a 1999 va jugar principalment en tornejos de l'ATP Challenger Tour. L'abril de 1998 va entrar al top 100 per primera vegada. Això el va permetre classificar-se per a més tornejos de nivell ATP i va arribar a la seva primera final el 1999 a Orlando, Florida. També va començar a classificar-se regularment per als tornejos del Grand Slam.
L'any 2001, després d'una lesió al canell dret l'any anterior, va pujar del lloc 227 al rànquing ATP al 15è, i va ser nomenat ATP Comeback Player de l'any. Cañas va guanyar el primer títol ATP de la seva carrera aquella temporada, a Casablanca, i va arribar a la final d'altres tres tornejos. A més, per primera vegada va arribar a la quarta ronda d'un torneig del Grand Slam, aconseguint aquest resultat en dues ocasions, a l'Open de França i a Wimbledon.
El 2002 va guanyar el seu primer ATP Masters Series a Toronto, derrotant a Andy Roddick. Aquell mateix any també guanyà elChennai Open i va arribar a la final a Casablanca i Stuttgart.

## Suspensió de la competició
El 8 d'agost de 2005, l'ATP va suspendre Cañas de les competicions oficials durant dos anys després d'haver donat positiu per consum del diürètic hidroclorothiazida (HCT), en un control antidopatge el 21 de febrer de 2005 al torneig d'Acapulco, a Mèxic. Només unes setmanes abans que comencés la seva prohibició havia ocupat el número vuit del món, la millor aconseguida durant la seva carrera esportiva.
L'apel·lació va resultar favorable al tennista, ja que es va determinar que Cañas no havia intentat obtenir un avantatge esportiu, sinó que el medicament li va ser subministrat per error, però no obstant això, es va considerar que hi havia una negligència per part del jugador. La sanció li va ser reduïda de dos anys a quinze mesos, per la qual va poder tornar al circuit l'11 de setembre de 2006.

## Títols (7)

### Individuals (7)
| Llegenda               |
| Grand Slam (0)         |
| Tennis Masters Cup (0) |
| ATP Masters Series (1) |
| ATP Tour (6)           |

| Núm. | Data                   | Torneig                 | Superfície   | Oponent a la final  | Resultat            |
| ---- | ---------------------- | ----------------------- | ------------ | ------------------- | ------------------- |
| 1.   | 9 d'abril de 2001      | Casablanca, Marroc      | Terra batuda | Tommy Robredo       | 7-5 6-2             |
| 2.   | 31 de desembre de 2001 | Madràs, Índia           | Dura         | Paradorn Srichaphan | 6-4 7-6(2)          |
| 3.   | 29 de juliol de 2002   | Toronto TMS, Canadà     | Dura         | Andy Roddick        | 6-4 7-5             |
| 4.   | 12 de juliol de 2004   | Stuttgart, Alemanya     | Terra batuda | Gastón Gaudio       | 5-7 6-2 6-0 1-6 6-3 |
| 5.   | 19 de juliol de 2004   | Umag, Croàcia           | Terra batuda | Filippo Volandri    | 7-5 6-3             |
| 6.   | 27 de setembre de 2004 | Shanghai, Xina          | Dura         | Lars Burgsmuller    | 6-1 6-0             |
| 7.   | 12 de febrer de 2007   | Costa do Sauipe, Brasil | Terra batuda | Juan Carlos Ferrero | 7-6(4) 6-2          |

### Finalista en individuals (9)
- 1999: Orlando perd contra Magnus Norman per 0-6 3-6 sobre terra batuda.
- 2001: 's-Hertogenbosch perd contra Lleyton Hewitt per 3-6 4-6 sobre gespa.
- 2001: Stuttgart perd contra Gustavo Kuerten per 3-6 2-6 4-6 sobre terra batuda.
- 2001: Viena perd contra Tommy Haas per 2-6 6-7(6) 4-6 sobre superfície dura.
- 2002: Casablanca perd contra Younes El Aynaoui per 6-3 3-6 2-6 sobre terra batuda.
- 2002: Stuttgart perd contra Mikhaïl Iujni per 3-6 6-3 6-3 4-6 4-6 sobre terra batuda.
- 2004: Viena perd contra Feliciano López per 4-6 6-1 5-7 6-3 5-7 sobre superfície dura.
- 2007: Miami perd contra Novak Djokovic per 6-3 6-2 6-4 sobre superfície dura.
- 2007: Barcelona perd contra Rafael Nadal per 6-3 6-4 sobre terra batuda.

### Classificació en torneigs del Grand Slam
| Obert d'Austràlia                                                              | -  | - | 4r | 4r | 2r | 3r | 2r | 1r | 1r | -  | 0 |
| Roland Garros                                                                  | QF | - | QF | 1r | -  | QF | 4r | 1r | 2r | -  | 0 |
| Wimbledon                                                                      | 3r | - | -  | 1r | -  | 2r | 4r | 1r | 2r | 2r | 0 |
| US Open                                                                        |    | - | -  | 3r | -  | -  | 2r | -  | 2r | 2r | 0 |
| Tennis Masters Cup                                                             |    | - | -  | -  | -  | -  | -  | -  | -  | -  | 0 |
| Llegenda: G:Torneig guanyat; F:Finalista; SF:Semifinalista; QF:Quarts de final |    |   |    |    |    |    |    |    |    |    |   |

### Dobles (2)
| Llegenda               |
| Grand Slam (0)         |
| Tennis Masters Cup (0) |
| ATP Masters Series (0) |
| ATP Tour (2)           |

| Núm. | Data                 | Torneig              | Superfície   | Parella          | Oponents a la final             | Resultat       |
| ---- | -------------------- | -------------------- | ------------ | ---------------- | ------------------------------- | -------------- |
| 1.   | 23 d'agost de 1999   | Boston, Estats Units | Dura         | Martin Garcia    | Marius Barnard / T.J. Middleton | 5-7 7-6(2) 6-3 |
| 2.   | 16 de juliol de 2001 | Stuttgart, Alemanya  | Terra Batuda | Rainer Schüttler | Michael Hill / Jeff Tarango     | 4-6 7-6(1) 6-4 |

### Classificació en torneigs del Grand Slam
| Torneig            | 2007 | 2006 | 2005 | 2004 | 2003 | 2002 | 2001 | 2000 | 1999 | 1998 | Títols |
| ------------------ | ---- | ---- | ---- | ---- | ---- | ---- | ---- | ---- | ---- | ---- | ------ |
| Obert d'Austràlia  | -    | -    | -    | -    | -    | 1r   | 3r   | -    | 1r   | -    | 0      |
| Roland Garros      |      | -    | -    | -    | -    | -    | -    | -    | -    | -    | 0      |
| Wimbledon          |      | -    | -    | -    | -    | -    | -    | -    | -    | -    | 0      |
| US Open            |      | -    | -    | -    | 1r   | -    | -    | -    | -    | -    | 0      |
| Tennis Masters Cup |      | -    | -    | -    | -    | -    | -    | -    | -    | -    | 0      |

## Evolució al rànquing de l'ATP (individuals)
| Any  | Posició |
| ---- | ------- |
| 1994 | 557     |
| 1995 | 365     |
| 1996 | 183     |
| 1997 | 129     |
| 1998 | 95      |
| 1999 | 70      |
| 2000 | 231     |
| 2001 | 15      |
| 2002 | 15      |
| 2003 | 272     |
| 2004 | 12      |
| 2005 | 102     |
| 2006 | 143     |
| 2007 | 14      |